# Oreolyce archena
Oreolyce archena är en fjärilsart som beskrevs av Corbet 1940. Oreolyce archena ingår i släktet Oreolyce och familjen juvelvingar. Inga underarter finns listade i Catalogue of Life.

## Bildgalleri

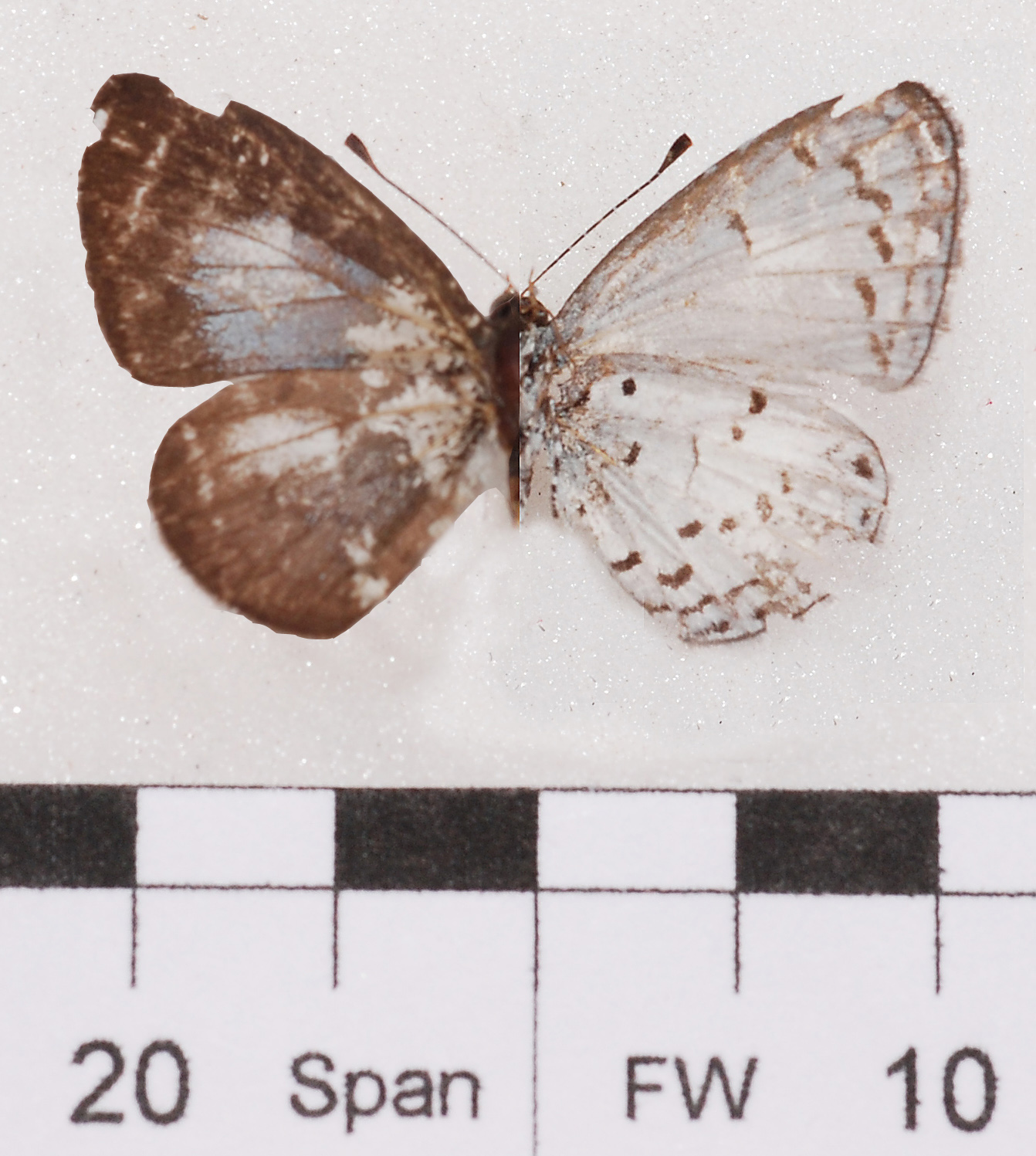